# Olio lombardo
L'olio lombardo è il prodotto ricavato dalla spremitura, nonché dall'eventuale successiva raffinazione, delle olive coltivate nell'omonima regione 
L'altitudine e la morfologia del territorio, oltre alle caratteristiche climatiche, sono incisive sulla diffusione dell'ulivo.
Secondo l'ISTAT, la classificazione delle zone altimetriche può essere divisa in 5 tipologie, 3 delle quali (pianura, collina interna e montagna interna) sono presenti in Lombardia.
L'olivicoltura lombarda è prevalentemente diffusa nelle zone collinari (51,7%) o montagnose (43,1%), allo sbocco di valli alpine o nei pressi di laghi, mentre è raramente diffusa in zone pianeggianti.
Sul Lago di Como sono presenti cultivar importanti, come quella del Leccino, del Frantoio e del Casaliva, nonostante l'altitudine di 250 m. Essendo queste zone di suolo morenico collinare, le piantagioni sono spesso sviluppate su terrazzamenti o su poderi in pendenza, i quali però impediscono l'utilizzo di macchinari tecnologici avanzati.

## Territorio

### Superficie coltivata
Non tutto il territorio coltivato è destinato alla produzione: un coltivatore, ad esempio, può possedere impianti giovani che entreranno in produzione negli anni successivi. Può invece accadere che gli impianti vengano collocati in territori poco fertili, rendendo la coltivazione svantaggiosa: non sempre, infatti, si riesce a raccogliere una quantità sufficiente di frutti che verranno in seguito lavorati in frantoio.
In Lombardia sono coltivati ad olivo 1.631 ha di terreno: la maggior parte (97,6%) del raccolto è destinato alla spremitura, mentre solo una piccola parte viene indirizzata al consumo da tavola.
Su base provinciale, Bergamo ha una buona percentuale di superficie coltivata ad olive da tavola seguita dalla provincia di Lecco. In altre zone la produzione è addirittura nulla. 

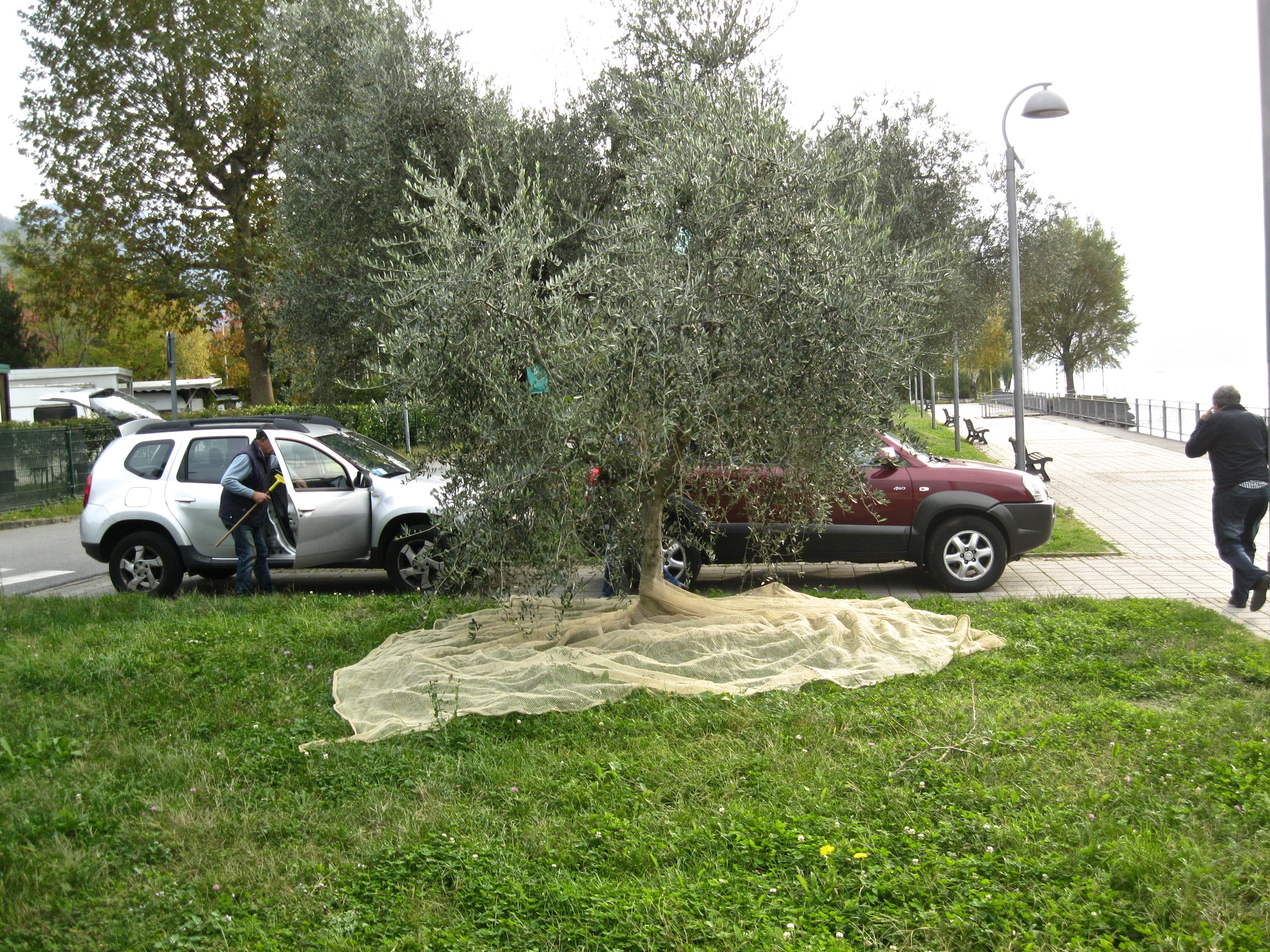
Olivo sulle sponde del Lago di Como (ramo di Lecco)

Simile è la ripartizione percentuale della superficie coltivata ad olive da olio: nonostante la predominanza delle aziende bergamasche, sono di rilievo le coltivazioni lecchesi e comasche.
Nelle province occidentali il comune con la maggior superficie coltivata ad olio è Besnate; anche Galliate Lombardo ne ha una buona estensione. Infine, sulle due sponde del lago di Como, sono degne di nota le aree di coltivazione di Bellagio, Varenna, Mandello del Lario, Perledo, Oliveto Lario, ma anche, in misura minore, di Lecco, Valmadrera, Galbiate, Colle Brianza e Monte Marenzo.
Nelle coltivazioni orientali si trovano aree ad uliveto più estese. La più vasta è Puegnago del Garda seguita in ordine da Toscolano Maderno, Manerba del Garda, Polpenazze del Garda, San Felice del Benaco, Salò, Gargnano e Desenzano del Garda. Queste ultime hanno più di 50 ha e si trovano sulla sponda benacense o nell'immediato entroterra. Marone con circa 32 ha è la prima località esterna al bacino, mentre tutti i comuni bresciani hanno almeno 20 ha di coltivazione.
Comunque le zone del mantovano e del bergamasco possiedono comuni con superfici di gran lunga inferiori; la situazione è simile per le olive da spremitura dal momento che costituiscono il 98% di tutte le coltivazioni.
Le poche coltivazioni delle olive da tavola sono per lo più concentrate a Bergamo.
È scarsa la produzione nei bacini occidentali: infatti, vi sono pochissime aziende che coltivano poco più di qualche decina di piante.
Da sottolineare è che non sempre i comuni con maggior superficie sono quelli con la maggior percentuale di produzione di olio da tavola. A questo proposito un esempio è Valmadrera, dove 2 ha su 2,60 in coltivazione sono destinati ad olive da tavola.

### Suddivisione delle proprietà
Il territorio sfruttato dalle aziende olivicole per le piantagioni di ulivi si può suddividere in:
- superficie di proprietà: corrisponde al 55,5% del territorio olivicolo lombardo e coincide pressoché con le aree marginali montagnose e collinari;
- superficie in affitto: corrisponde al 35,1% del territorio olivicolo lombardo e coincide pressoché con le aree pianeggianti; essa implica un rendimento maggiore in vista del pagamento dell'affitto stesso;
- superficie ad uso gratuito: corrisponde al 9,4% del territorio olivicolo lombardo e coincide pressoché con le aree montagnose e collinari.

La superficie media delle aziende olivicole lombarde su base provinciale si aggira attorno agli 8 ettari. Tuttavia si discostano da questi valori le province di Como e Sondrio i cui dati sono leggermente inferiori, e di Pavia, la cui estensione è nettamente più consistente.
Calcolando la stessa superficie su base comunale emerge invece una maggiore estensione nei comuni del bacino orientale, dunque meno redditizi, rispetto a quella delle province occidentali.
Tuttavia ciò che fornisce una descrizione effettiva del territorio atto alla produzione è il dato della SAU. Il valore complessivo delle otto province lombarde ammonta a 8.748,81 ha e la distribuzione percentuale di questa è simile a quella della superficie media delle aziende agricole a livello provinciale, anche se si hanno lievi scostamenti per le province di Mantova, Lecco e Pavia che presentano un'incidenza e dunque un'efficienza maggiore, e per le province di Brescia e Bergamo, che presentano un’incidenza inferiore.

### Luoghi di maggior produzione in Lombardia
- Provincia di Pavia: il 62,9% di territori di coltivazione di olivi occupa da 5 a 9,99 ettari
- Provincia di Cremona: il 57,9% di territori di coltivazione di olivi occupa da 10 a 19,99 ettari
- Provincia di Mantova: il 16,9% di territori di cloro azione di olivi occupa da 20 a 29,99 ettari
- Provincia di Lecco: il 28,1% di territori di coltivazione di olivi occupa da 3 a 4,99 ettari
- Provincia di Lodi: il 47,5% di territori di coltivazione di olivi occupa da 50 a 99,99 ettari
- Provincia di Monza: il 56,3 % di territori di coltivazione di olivi occupa da 1 a 1,99 ettari

### Clima
Le zone dei laghi offrono una situazione favorevole alla coltivazione, poiché sono caratterizzate dal clima insubrico, ovvero un mesoclima tra quello alpino e quello padano di tipo continentale. In questi luoghi l'umidità è media, le piogge relativamente abbondanti e vi è una contenuta escursione termica. Soprattutto è rara la presenza di nebbia che a Bellano ha una media di 2 giorni all'anno.

### Irrigazione
La pianta d'ulivo è resistente alla siccità, ma in ogni caso la produzione di olive è maggiore quando vi è una maggiore presenza d'acqua.
La distribuzione degli impianti d'irrigazione non è uniforme: sono molto diffusi soprattutto nella provincia di Brescia e Mantova, mentre in altre la loro presenza è trascurabile, se non nulla. Le statistiche riferiscono che il 58% delle superfici ad oliveto irrigate appartengono al territorio bresciano, mentre il 30% appartiene al territorio mantovano.
Alcune zone sono invece sprovviste di impianti di irrigazione in quanto l'olivicoltura è più marginale e si sa che, anche con eventuali investimenti, essa non potrebbe migliorare.
Le coltivazioni irrigue sono concentrate attorno al bacino del lago di Garda e nel mantovano, mentre sono scarse nei bacini occidentali. Il dato più alto registrato rispetto alla coltivazione irrigata, che equivale al 100%, spetta ai comuni di Ostiglia e Zanica.
Secondo l'ultimo Censimento dell'Agricoltura, vengono indicate le tipologie di irrigazione utilizzate dalle varie aziende. La più comune è l'aspersione a pioggia, che è a basso costo, ma comporta un elevato utilizzo d'acqua, la quale viene dispersa per evapotraspirazione non raggiungendo le radici. È quindi più efficace la microirrigazione, che necessita di un sistema di tubazioni più specifico, che raggiunga ogni pianta. A causa del suo costo è impiegato soltanto dal 20% delle aziende. Nel territorio mantovano si predilige l'aspersione a pioggia, mentre in quello bresciano la micro-irrigazione. Tale scelta è dettata dalla presenza o meno di fonti d'acqua.

### Frantoi

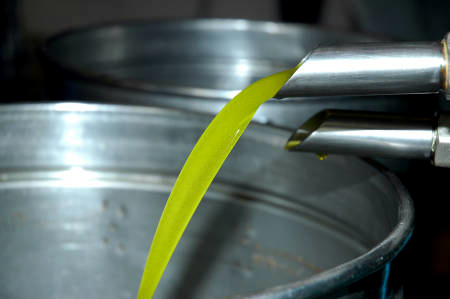

I frantoi sono principalmente localizzati nelle aree dove l'olivicoltura è maggiormente concentrata, dato che nelle aree in cui gli ulivi sono più dispersi non se ne ravvisa la necessità. Infatti, la lavorazione che prevede l'utilizzo del frantoio deve essere svolta preferibilmente entro poche ore dalla raccolta, per evitare l'ossidazione del frutto. Ciò è dimostrato dalla evidente presenza di frantoi nella area bresciana, che è la maggior produttrice di olio della Lombardia con i suoi 23 frantoi. Per quanto riguarda i costi di produzione, quelli maggiori vedono come protagonista la manodopera, impiegata nei lavori di potatura e raccolta, e l'energia, che sommate rappresentano quattro quinti del costo finale. Tali tecniche sono principalmente utilizzate dalle piccole aziende, che secondo le valutazioni dell'AIPOL  possono abbassare il costo di produzione utilizzando la potatura biennale e tecniche di meccanizzazione. In aggiunta a questi costi è presente anche quello per l'imbottigliamento, che corrisponde a circa 2€ a litro di bottiglia. Per ciò che riguarda il terreno, invece, per una pianta c'è bisogno di circa 500€. Da queste informazioni si può dedurre che la produzione di olive in Lombardia è sostenuta anche grazie alle piccole aziende che occupano una parte notevole del totale.

### Coltivazione biologica
La coltivazione biologica, il cui scopo è la produzione di prodotti senza l'utilizzo di fertilizzanti e pesticidi, è di fondamentale importanza nella coltivazione degli olivi.
I prodotti coltivati biologicamente hanno una minore resa ma un maggiore costo. In Lombardia, per esempio, la superficie a coltivazione biologica è di 158.42 ettari, cioè il 9,7% della superficie coltivata.
La produzione biologica non è particolarmente diffusa poiché le aziende devono essere specializzate. Le aziende che la praticano sono 80 e si trovano soprattutto nelle province di Bergamo, Brescia e Varese. Il 30% della produzione varesina è biologica, nonostante in Lombardia detengano il primato le aziende in provincia di Brescia. Al contrario, nei comuni intorno al Lario, la coltivazione non è diffusa a causa dell'estensione limitata dei territori coltivati, con l'eccezione di Rovato e Tignale in cui sono presenti 36 coltivazioni biologiche.

## Olio DOP in Lombardia

### Produzione DOP
Non tutte le aree lombarde controllate sono di produzione DOP: ciò dipende dall'adesione dell'azienda a procedure di certificazione. Le aziende che aderiscono sottolineano la dedizione dell'agricoltore e l'intento di coltivare prodotti di qualità.
Su una superficie a coltivazione DOP di 231 ettari, 108 sono le aziende interessate. Particolarmente fruttifero è il territorio di Brescia (14 aziende appartenenti al bacino del Garda e 9 a quello del Sebino) seguito dalle province di Como, Mantova, Bergamo e Lecco.
Anche in questo settore, la provincia di Brescia svolge un ruolo fondamentale, seguita da Bergamo: ha una percentuale pari all'82,9 % sull'intera produzione DOP della regione.
Lecco fa registrare un 18,2 % di produzione DOP, a differenza delle province di Como che non sfruttano la coltivazione di origine protetta.
La produzione é alta nelle aree del Lario e della Franciacorta perché, pur essendo zone poco estese, sfruttano al meglio il proprio territorio.

### Certificazione DOP
Certificare un prodotto significa attestarne la qualità e, nel caso dell'olio lombardo, questa può essere rilasciata dall'associazione milanese Certiquality, che deve fare vari controlli su tutto il processo di produzione di olive ed olio extravergine d'oliva. Bisogna controllare che oliveti, cultivar e metodi di coltivazione siano conformi a quelli previsti dal disciplinare. Inoltre, anche la raccolta, il frantoio e l'imbottigliamento devono essere monitorati. Per questa certificazione ogni azienda deve pagare una quota fissa di ingresso, da rinnovare di anno in anno.
A questi sono affiancati altri costi per le analisi chimiche ed organolettich necessarie per certificare l'olio.
Tutto ciò aumenta il prezzo del prodotto da 1 a 4 euro al litro, non un alto guadagno per i produttori di modeste quantità di olio. Per questo molti coltivatori minori preferiscono vendere il proprio prodotto, seppur di ottima qualità, senza la certificazione DOP.

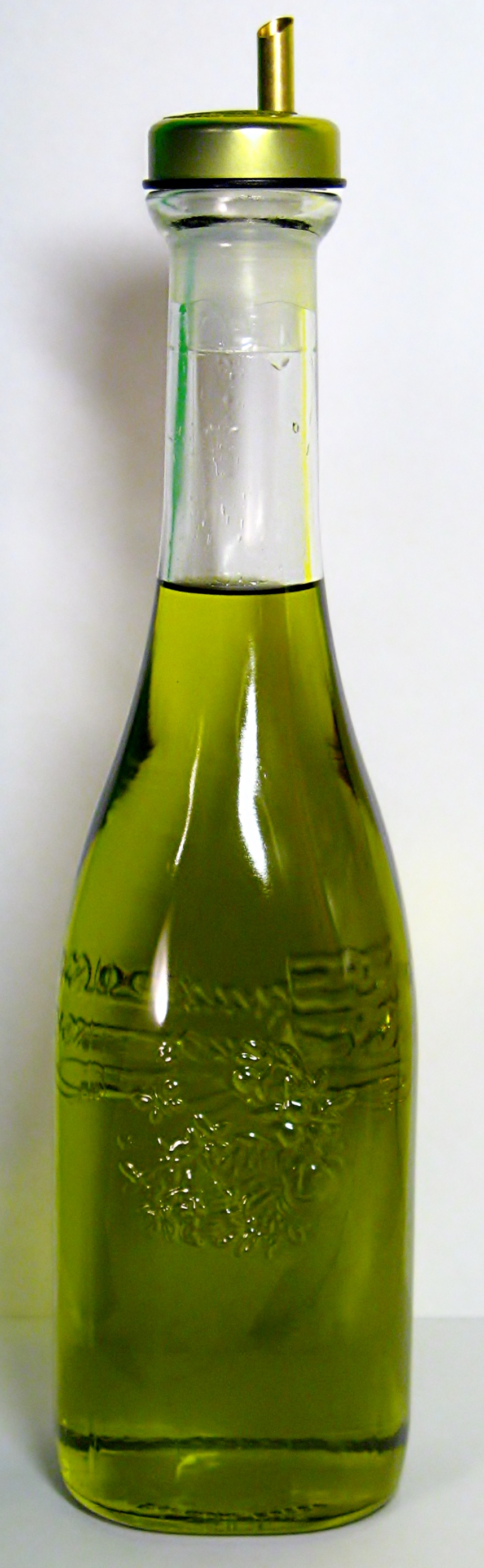
Olio proveniente da Brescia

## Commercializzazione del prodotto
L'AILPOL  ha realizzato una stima della produzione olivicola per bacini lacustri (Benaco, Sebino e Lario).
Il valore basso della commercializzazione dipende dalla scarsa produzione della singola azienda che spesso non riesce a vendere con il proprio marchio. Risulta economicamente svantaggioso per un'azienda vendere i propri prodotti al dettaglio o venderli ad altre aziende. Di conseguenza le percentuali destinate all'autoconsumo sono molto più elevate rispetto a quelle destinate alla vendita. Stando all'ultimo Censimento dell'Agricoltura fatto da Eupolis, la statistica e la formazione nel 2012, Il bacino benacense ha la percentuale più alta di produzione regionale e il bacino del Lario quella più bassa; quest'ultimo registra una percentuale dell'80% destinata all'autoconsumo.
In totale in Lombardia sono presenti 628 aziende che vendono almeno una parte della loro produzione, tra cui solo 15 si dedicano alla vendita sia di olio sia di olive da tavola.
Dato che le aziende olivicole in Lombardia sono 1.652, possiamo stimare che ben 1.024 aziende (62% del totale) destinano il loro prodotto all'autoconsumo, che comprende anche la vendita diretta ai consumatori.
La maggioranza delle aziende che commercializzano il proprio prodotto si trova in provincia di Brescia, seguita dalla provincia di Bergamo. Tuttavia la percentuale di distribuzione delle aziende nei vari comuni in queste province ha una percentuale minore rispetto alle province con meno aziende: infatti, nelle zone dove le aziende sono in maggior numero si creano dei poli produttivi, ovvero le aziende sono concentrate in una zona (es. zone del Garda); al contrario, nelle altre province, ci sarà una percentuale maggiore di distribuzione delle aziende nei comuni (es. zona del Lario e dei laghi di Varese). Ad ogni modo, solo l'area Bresciana è in grado di imporsi sul mercato olivicolo.
Nonostante la commercializzazione dell'olio lombardo sia piuttosto sporadica, la percentuale di prodotto che viene esportata fuori nazione è del 30%.

## Turismo
L'olivicoltura ha origini molto antiche in Lombardia; per questo, non solo è un punto chiave per il commercio di olio ed olive, ma anche dell'agriturismo grazie ai paesaggi che la zona lacustre lombarda offre e alla storia della coltura, al giorno d'oggi non ancora meccanizzata.
Le aziende agricole non si occupano solo della produzione, ma si trasformano in strutture destinate al pernottamento e alla ristorazione per soddisfare i bisogni dei visitatori; ciò porta ad un rilevante aumento delle entrate che potrebbe portare ad una rivalutazione dei terreni destinati alla coltura abbandonati per un diverso uso, come ad esempio la costruzione di unità abitative turistiche.
Inoltre, la vendita dei prodotti in loco permette un commercio senza necessità di intermediari e i margini di guadagno sono maggiori grazie al valore aggiuntivo dato dalla possibilità di assistere alla produzione dell'olio.
Questo commercio potrebbe svilupparsi in futuro grazie ad una pubblicità del prodotto e della sua produzione che porti il consumatore a conoscere meglio l'acquisto.
L'area dei grandi laghi prealpini è la zona dove si concentra l'afflusso dei turisti a causa dei paesaggi e della presenza di beni culturali che caratterizzano le grandi  province lombarde del territorio.
Tuttavia, la media dei soggiorni supera in poche località il pernottamento di 3 notti e molti agriturismi sono considerati zone di transito a causa della effimera durata della vacanza dei turisti, mentre nelle cittadine con attrazioni artistiche o importanti eventi, la percentuale è più elevata e le strutture turistiche riescono a ricavare un buon profitto dalla loro capacità ricettiva.
In Lombardia molti imprenditori agricoli offrono ospitalità turistiche con un'elevata garanzia di igiene e sanità. Nella regione ci sono 1420 aziende agrituristiche. Brescia presenta 115 aziende agrituristiche ed è al primo posto. Mantova, in seconda posizione, offre 54 agriturismi, Lecco propone 11 alloggi.